# Rue des Hannetons (Strasbourg)
Pour les articles homonymes, voir Rue des Hannetons.
La rue des Hannetons (en alsacien : Maikäfergässel) est une voie de Strasbourg, rattachée administrativement au Quartier Gare - Kléber, qui va du no 3 de la rue Salzmann à la rue du Bouclier. 

## Toponymie

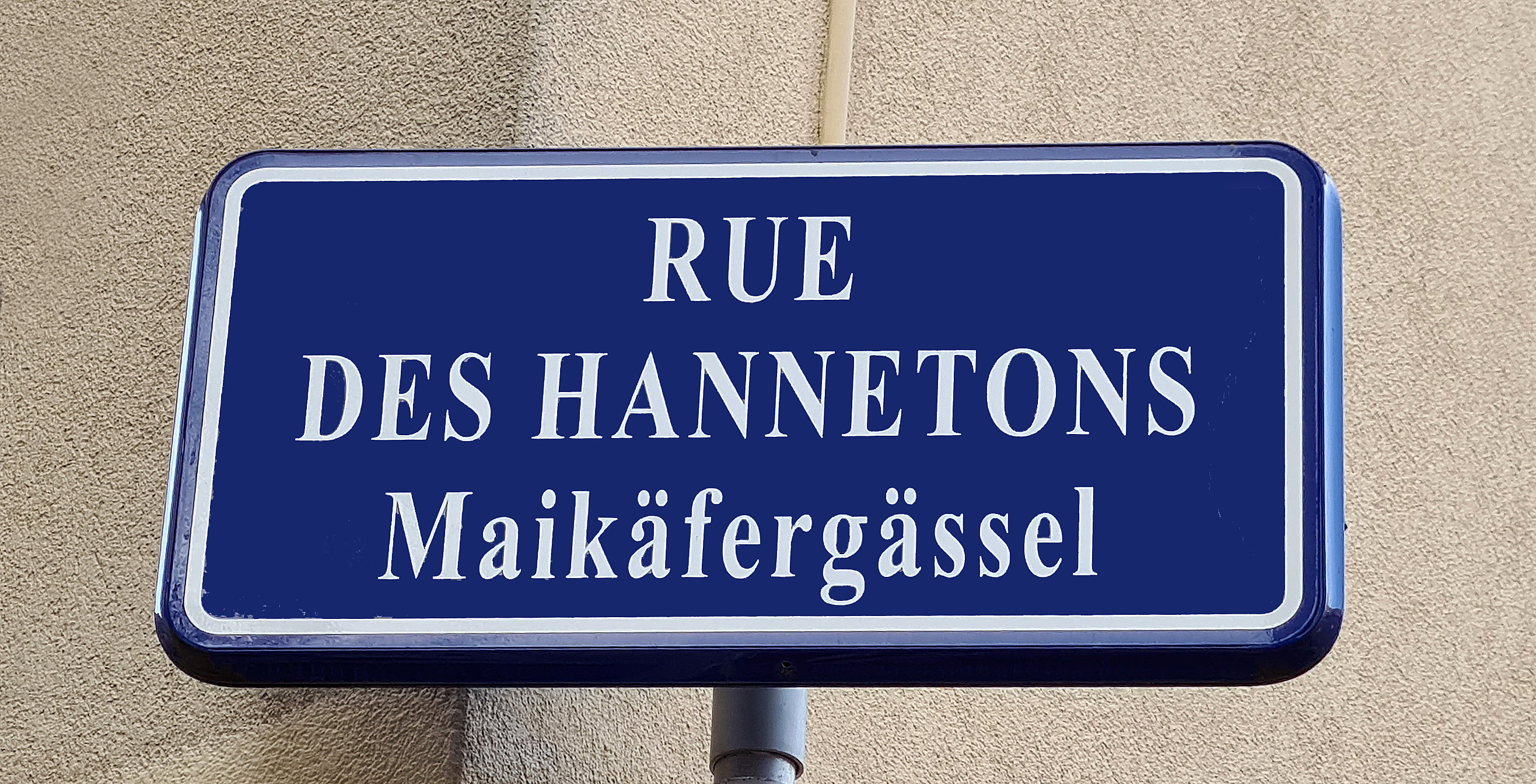
Plaque bilingue, en français et en alsacien.

Au fil des siècles, les dénominations se sont succédé, en allemand ou en français : Bückinggesselin (1285),  Zwerchgesselin, Querchgesselin (1310), Bückinsgesselin (1464), Bickinggesselin (1587), Maikäfergässlein (1673 et XVIIIe siècle), rue de la Guirlande (1794), Maykäfer-Gässlein (1817), Maikäfergässchen (1872, 1940), rue des Hannetons (1823, 1918, 1945). 
Adolphe Seyboth observe que jusqu'à l'apparition du thème des hannetons au milieu du XVIIe siècle, les appellations font le plus souvent référence à un type de hareng saur (Bücking), mais il n'avance pas d'explication.
Des plaques de rues bilingues, à la fois en français et en alsacien, ont été mises en place par la municipalité à partir de 1995. C'est le cas du Maikäfergässel.

## Bâtiments remarquables
no 1Les signes lapidaires sur la porte Renaissance permettent de le dater du XVIe siècle, mais la face arrière de  l'église réformée du Bouclier, qui donne sur la rue des Hannetons, a été construite à la fin du XVIIIe siècle.

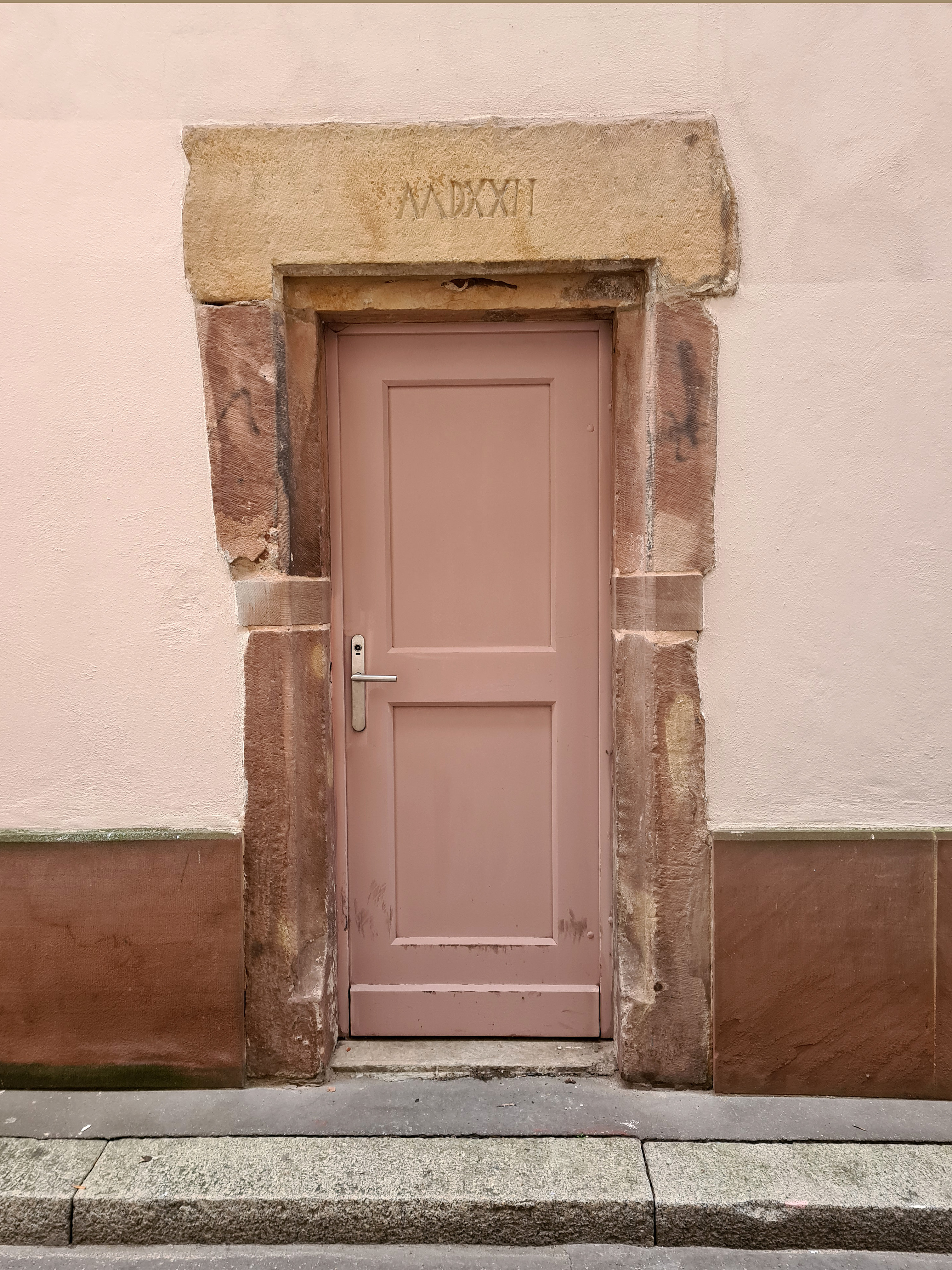
Linteau de 1572.
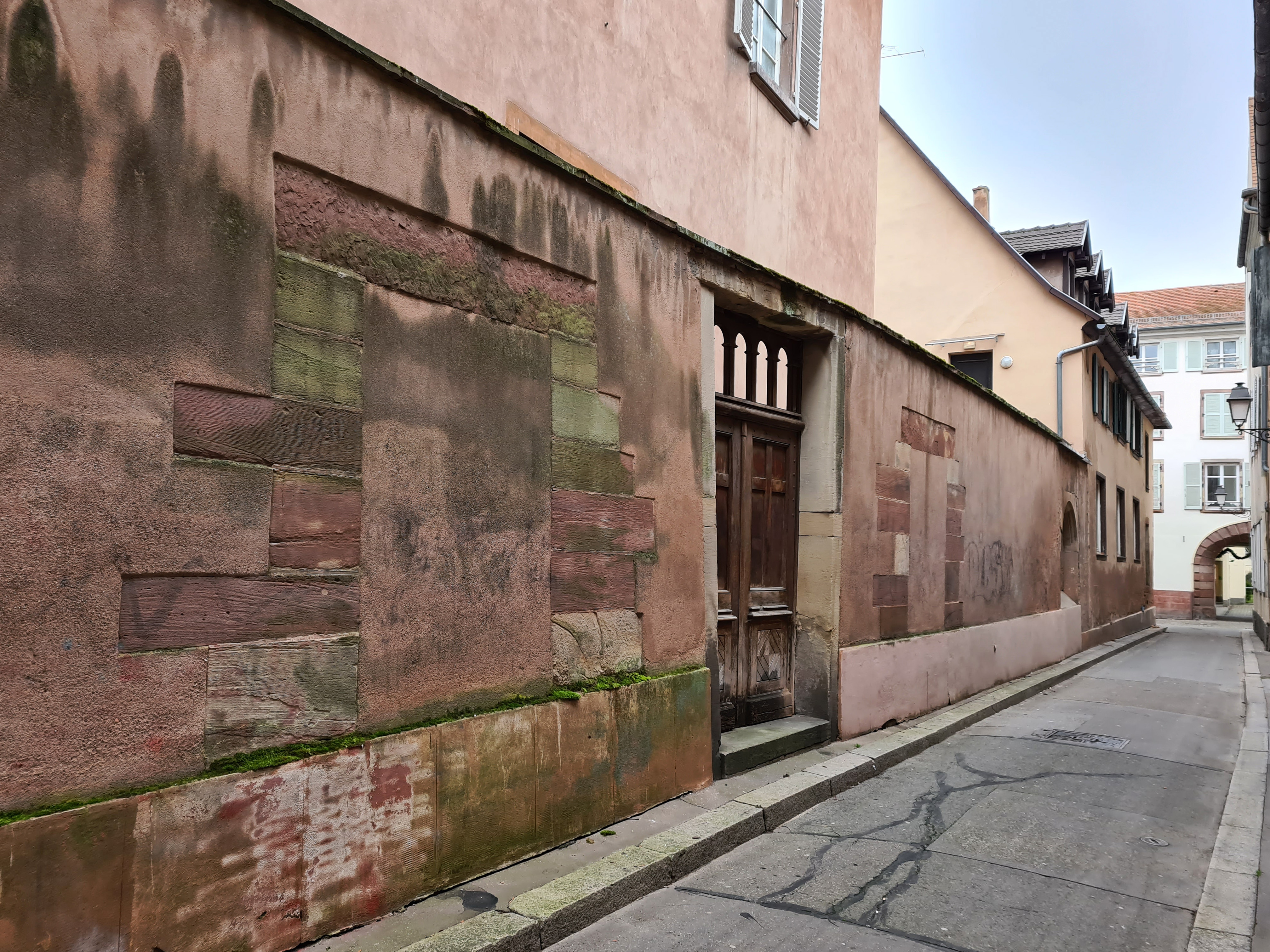
Face arrière de l'église du Bouclier.
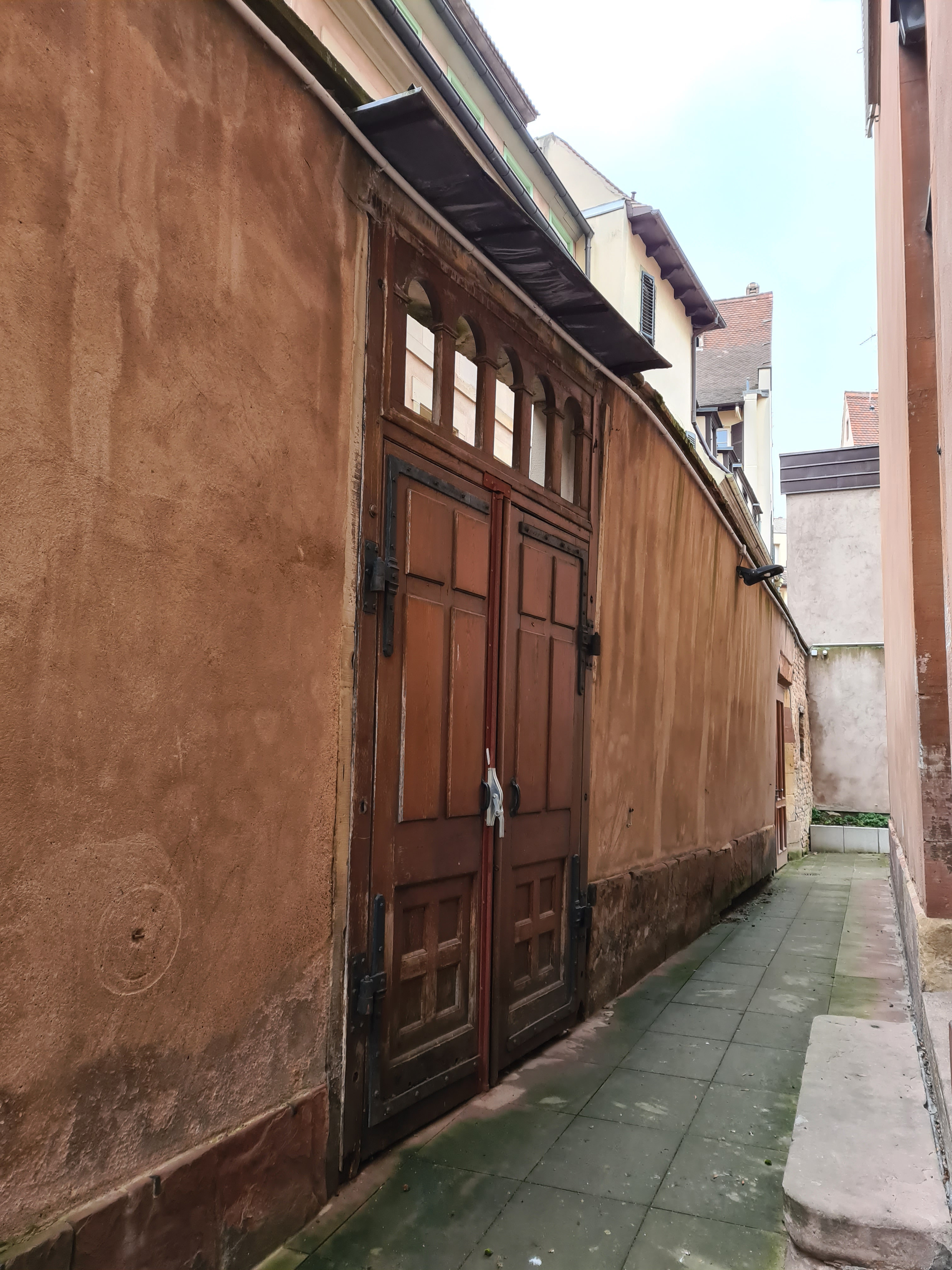
Porte depuis la cour.
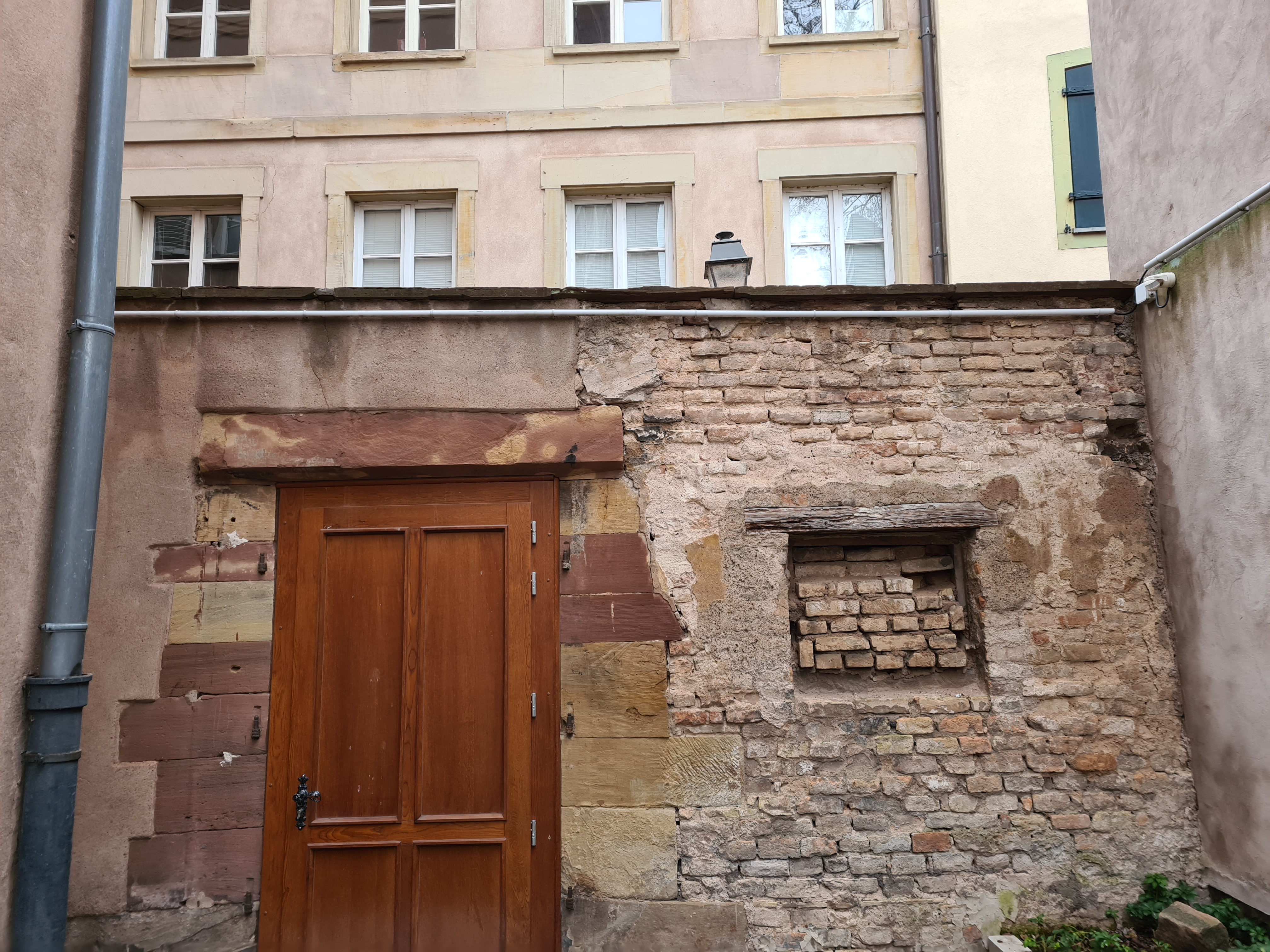
Enceinte de l'église donnant sur la rue.

no 4Reconstruite au XVIIIe siècle à l'angle du no 5 de la rue Salzmann, la maison a été habitée en 1789 par le pasteur Jean-Georges Stuber, puis en 1795 par l'écrivain autrichien Johann Rautenstrauch, auteur d'un poème à la gloire de Strasbourg, Das beglückte Straßburg. En 1822 le facteur de pianos Philippe Nérée Jauch y a vécu également.
La bâtisse, dont l'entrée se trouve dans la rue des Hannetons, abrite désormais la villa Wilhelmitana, un foyer d'étudiants rattaché au Stift. La Wilhelmitana est une ancienne corporation d'étudiants en théologie protestante fondée en 1855. Elle tient son nom du couvent Saint-Guillaume, où se trouvait le Collegium Wilhelmitanum, détruit en 1860 par un incendie.

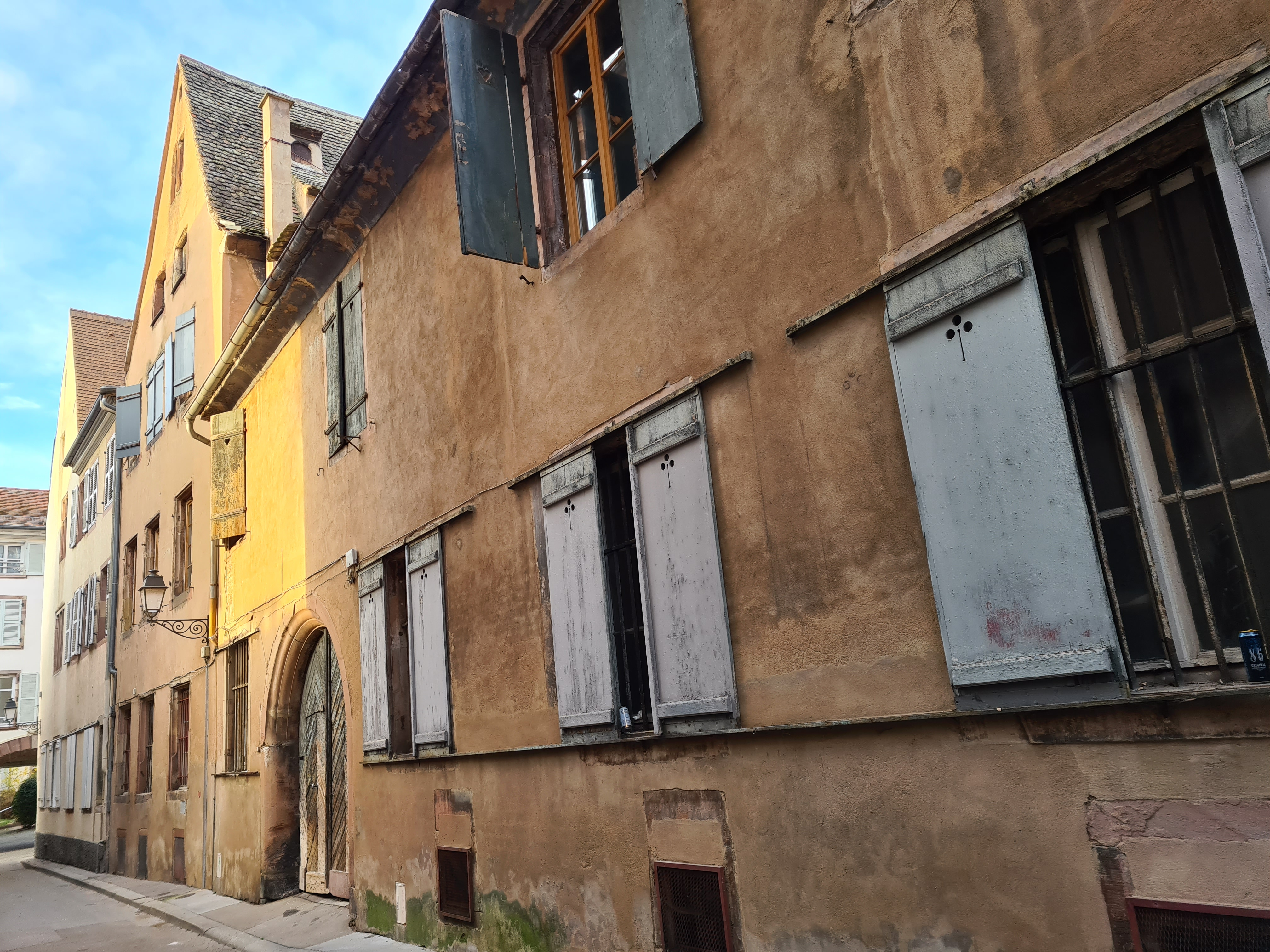
Vers la rue du Bouclier.
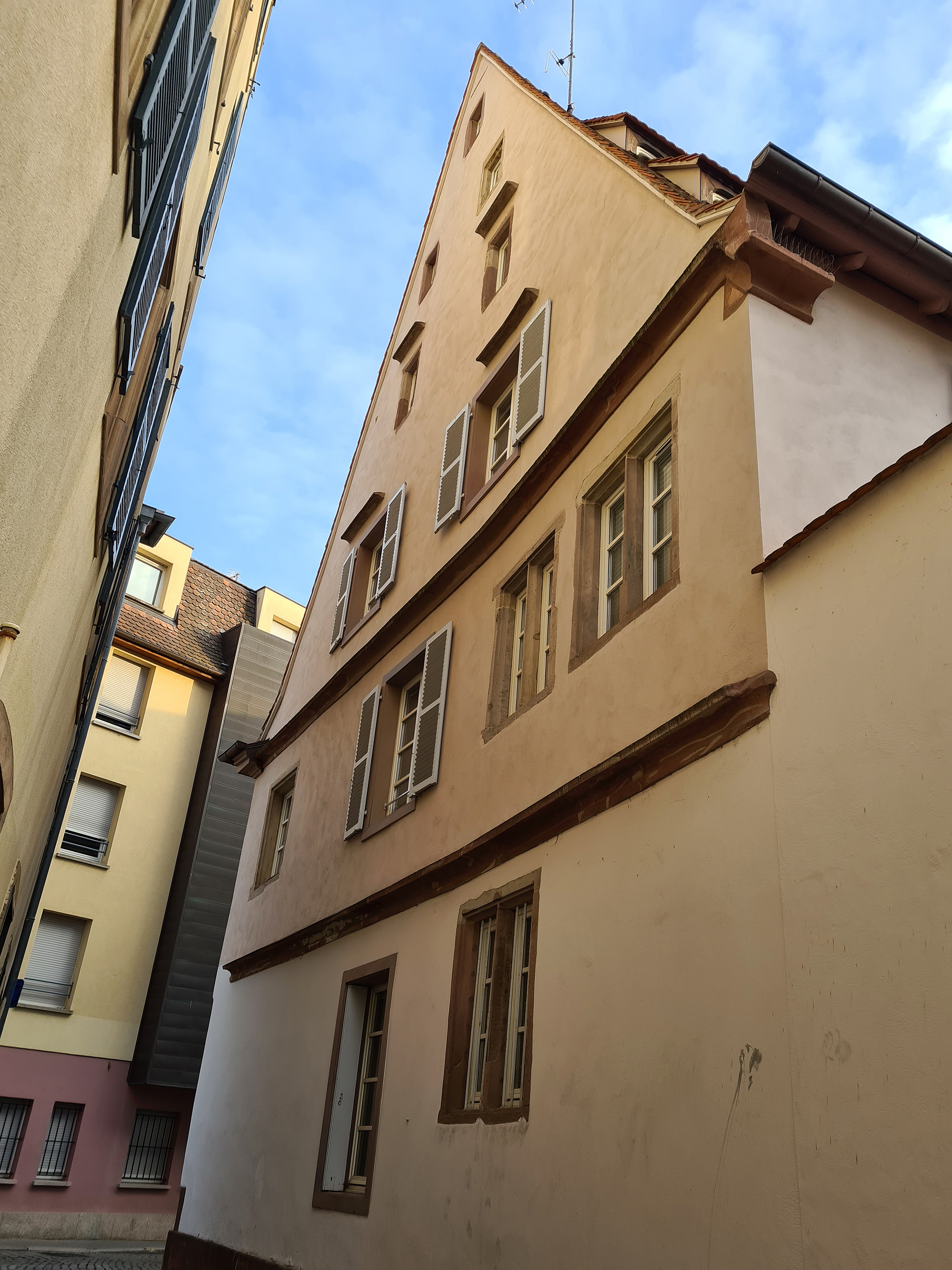
Villa Wilhelmitana.
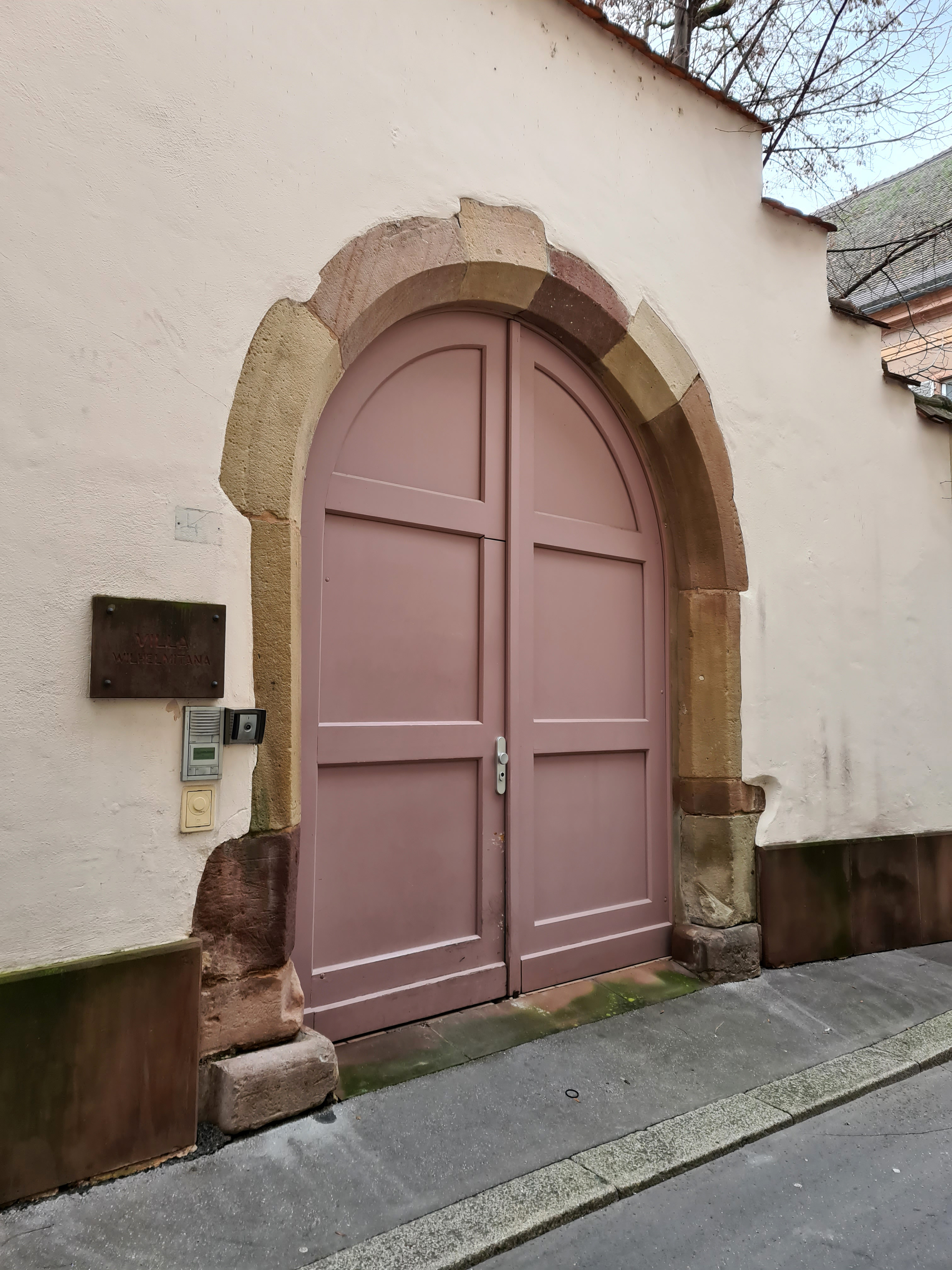
Entrée de la Villa.